# Middledrift
Middledrift (écrit également Middeldrift ou Middeldrif) est une petite ville située à 90 km au nord-ouest de East London, dans la province du Cap-Oriental, en Afrique du Sud.

## Localisation
Elle est située dans la municipalité locale de Raymond Mhlaba et le district d'Amathole dans une zone qui faisait autrefois partie du Ciskei.
La ville est sur les rives du fleuve Keiskamma (en), à 45 km à l'ouest de King William's Town et à 16 km à l'est d'Alice. Elle a été fondée en 1853. D'abord appelée Beaconsfield, elle a été rebaptisée en raison de confusion avec une autre localité de même nom, ce nouveau nom rappelant  sa situation de gué (en néerlandais : drift) entre les deux autres villes.

## Personnalités
- Noni Jabavu, journaliste et femme de lettres, y est née en 1919.
- Bulelani Ngcuka, procureur général d'Afrique du Sud y est né en 1954